# La verdadera vocación de Magdalena
La verdadera vocación de Magdalena es una película mexicana de 1972 escrita y dirigida por Jaime Humberto Hermosillo, siendo este su primer largometraje. El rodaje se llevó a cabo entre el 15 de noviembre y el 9 de diciembre de 1971 y se estrenó el 2 de noviembre de 1972.

## Sinopsis
Magdalena es, a sus 26 años de edad, una tímida y reprimida secretaria quien una noche acompaña a su liberal amiga Gloria a una fiesta y allí conoce a Emeterio, un músico de rock apodado “Eme”. Luego él se ofrece a llevarla hasta su casa y aprovechando que Zoyla, la absorbente, interesada y manipuladora madre de Magdalena no se encuentra allí, la chica le confiesa a Eme que se siente frustrada por el hecho de que aún es virgen y, por ello, los dos jóvenes terminan pasando la noche juntos.
La señora se escandaliza al pillarlos juntos en la habitación al día siguiente y, por este motivo, los obliga a casarse. Sin embargo el recién creado enlace amenaza con hacer aguas debido, por un lado, a la insoportable convivencia entre suegra y yerno y, por el otro, la exagerada abstinencia sexual de Magdalena, ya que sólo se casaron por el civil.
Pero todo eso cambia cuando un buen día se aparece Armando, un exnovio de Magdalena, quien asegura haber hecho fortuna con la exportación de bananas y vivir entre Nueva York y Panamá para ver si así obtiene la mano de Magdalena y, con ella, la casa y la modesta dote de Zoyla. Esta aprovecha la ocasión para convencer a su hija de divorciarse de Eme para casarse con el nuevo millonario y, paralelamente, trata en vano de electrocutar a su yerno cuando él ensaya con su guitarra; por lo que ahora Zoyla concibe un maquiavélico plan: Ella y su hija se van de la casa con la excusa de irse de vacaciones a Puerto Vallarta y, a su vez, Magdalena regresa al hogar haciéndose pasar por Irene, una falsa hermana gemela quien vive en Los Ángeles y es una muy desinhibida cantante de música moderna para, con ello, seducir a Eme y obtener el divorcio por adulterio.
Así, Eme la invita a acompañarlo junto con su grupo al Festival de Rock y Ruedas de Avándaro en donde, inesperadamente, ella termina convirtiéndose en la gran revelación del festival. Sin embargo, al final del mismo, Magdalena decide finalmente enfrentarse a su madre diciéndole que ahora ya se siente a gusto con su nueva vida, descubriendo así su “verdadera vocación”, y decide dejarla. Por su parte, Eme se entera inadvertidamente de la farsa y, en venganza, convence a Magdalena de practicar el amor libre con sus compañeros de grupo.
Algún tiempo después vemos que Magdalena, ya convertida en la exitosa cantante y actriz Irene Durán, concede una entrevista televisiva mientras que vemos del otro lado del telerreceptor a Zoyla quien ahora, además de haberse casado con Armando en un momento de desesperación, tiene una vida miserable ya que vive del sueldo que gana su marido, porque su presunta fortuna terminó siendo todo un engaño y, como si esto fuera poco, ahora tiene que aguantar a su déspota suegra... Pero el desmedido orgullo de Zoyla saca una última carta: La resentida mujer les hace creer a su nueva familia que la artista que está en la pantalla no es Magdalena, porque esta se metió a un convento para dedicarse a ser monja, terminando así la película.

## Elenco
- Angélica María ... Magdalena / Irene Durán
- Carmen Montejo ... Zoyla
- Javier Martín del Campo ... Emeterio, “Eme”
- Óscar Rojas ... Roberto
- Francisco Martínez ... Francisco
- Carlos del Valle ... Miguel
- Antonio Cruz ... José Luis
- Leticia Robles ... Gloria
- Farnesio de Bernal ... Armando
- Ricardo Fuentes ... Ricardo
- Emma Roldán ... Vendedora de lotería
- Mario Casillas ... Periodista de TV
- María Guadalupe Delgado ... Mamá de Armando
- Rafael Baledón ... Sr. Almazán
- Lourdes Canale ... Tere
- Guillermo Castillo ... Guillermo
- María Montejo ... Chica joven
- Pedro Regueiro ... Hippie
- Sofía Joskowicz ... Berta
- Roberto Jordán
- La Revolución de Emiliano Zapata
- Luis Terán
- Mauricio Peña
- Alfonso Arau hijo